# Arvicolinae
Arvicolinés
Sous-famille
La sous-famille des arvicolinés (Arvicolinae) a été créée par John Edward Gray (1800-1875) en 1821. La classification au sein de cette sous-famille est encore discutée.
Les espèces de cette sous-famille sont principalement connues comme campagnols ou lemmings, mais certaines sont appelées autrement, par exemple le rat musqué.

## Noms vernaculaires et taxons correspondants
Liste alphabétique des noms vernaculaires attestés en français[réf. nécessaire].
Les classifications évoluant encore, certains noms scientifiques ont peut-être un autre synonyme valide.
- Campagnol  - notamment Microtus arvalis
- Campagnol-lemming - espèces du genre Synaptomys
- Campagnol des rochers — Microtus chrotorrhinus
- Campagnol des champs
- Lemming  — notamment Lemmus lemmus
- Mulot
- Phénacomys d'Ungava — Phenacomys intermedius
- Rat musqué — Ondatra zibethicus
- etc.

## Liste des genres et sous-genres
La classification des arvicolinés est encore discutée et diffère selon les bases consultées.
De nouveaux genres ont été créés par rapport à la classification de ITIS datant de 2004. Ainsi, selon MSW il faut rajouter les genres Caryomys, Myodes, Neodon et Phaiomys dans
cette sous-famille et rassembler les genres Clethrionomys et Phaulomys dans le genre Myodes. MSW distingue aussi, en plus, de nombreux sous-genres.

### MSW
Selon Mammal Species of the World (version 3, 2005)  (12 mars 2016) :
- genre Alticola
  - sous-genre Alticola (Alticola)
  - sous-genre Alticola (Aschizomys)
  - sous-genre Alticola (Platycranius)
- genre Arborimus
- genre Arvicola
- genre Blanfordimys
- genre Caryomys
- genre Chionomys
- genre Dicrostonyx
- genre Dinaromys
- genre Ellobius
  - sous-genre Ellobius (Afganomys)
  - sous-genre Ellobius (Ellobius)
- genre Eolagurus
- genre Eothenomys
- genre Hyperacrius
- genre Lagurus
- genre Lasiopodomys
- genre Lemmiscus
- genre Lemmus
- genre Microtus
  - sous-genre Microtus (Alexandromys)
  - sous-genre Microtus (Microtus)
  - sous-genre Microtus (Mynomes)
  - sous-genre Microtus (Pedomys)
  - sous-genre Microtus (Pitymys)
  - sous-genre Microtus (Stenocranius)
  - sous-genre Microtus (Terricola)
- genre Myodes
- genre Myopus
- genre Neodon
- genre Neofiber
- genre Ondatra
- genre Phaiomys
- genre Phenacomys
- genre Proedromys
- genre Prometheomys
- genre Synaptomys
  - sous-genre Synaptomys (Mictomys)
  - sous-genre Synaptomys (Synaptomys)
- genre Volemys

### NCBI
Selon NCBI (12 mars 2016) :
- genre Alticola
- genre Arborimus
- genre Arvicola
- genre Blanfordimys
- genre Chionomys
- genre Dicrostonyx
- genre Dinaromys
- genre Ellobius
- genre Eolagurus
- genre Eothenomys
- genre Hyperacrius
- genre Lagurus
- genre Lasiopodomys
- genre Lemmiscus
- genre Lemmus
- genre Microtus
- genre Myodes
- genre Myopus
- genre Neodon
- genre Neofiber
- genre Ondatra
- genre Phaiomys
- genre Phaulomys
- genre Phenacomys
- genre Proedromys
- genre Prometheomys
- genre Synaptomys
- genre Volemys

### ITIS
Selon ITIS (7 septembre 2015) :
- genre Alticola Blanford, 1881
- genre Arborimus Taylor, 1915
- genre Arvicola Lacepede, 1799
- genre Blanfordimys Argyropulo, 1933
- genre Caryomys Thomas, 1911
- genre Chionomys Miller, 1908
- genre Dicrostonyx Gloger, 1841
- genre Dinaromys Kretzoi, 1955
- genre Ellobius G. Fischer, 1814
- genre Eolagurus Argyropulo, 1946
- genre Eothenomys Miller, 1896
- genre Hyperacrius Miller, 1896
- genre Lagurus Gloger, 1841
- genre Lasiopodomys Lataste, 1887
- genre Lemmiscus Thomas, 1912
- genre Lemmus Link, 1795
- genre Microtus Schrank, 1798
- genre Myodes Pallas, 1811
- genre Myopus Miller, 1910
- genre Neodon Hodgson, 1849
- genre Neofiber True, 1884
- genre Ondatra Link, 1795
- genre Phenacomys Merriam, 1889
- genre Proedromys Thomas, 1911
- genre Prometheomys Satunin, 1901
- genre Synaptomys Baird, 1858
- genre Volemys Zagorodnyuk, 1990